# Coefficienti di Einstein
Albert Einstein si occupò dell'interazione radiazione-materia.
Per descrivere questa interazione egli ricorse a tre coefficienti detti coefficienti di Einstein o coefficienti fenomenologici di Einstein: 
- coefficiente di emissione spontanea, indicato solitamente con A;
- coefficiente di assorbimento, indicato solitamente con B;
- coefficiente di emissione stimolata (o emissione indotta), indicato solitamente con B'.

Il modello si basa su un sistema quantico a due soli livelli in equilibrio termico tra loro, la cui popolazione sarà N1 per il livello 1 e N2 per il livello 2 (schema di Einstein).
La variazione di popolazione dei livelli è regolata da 4 uguaglianze:
- {\displaystyle {\frac {dN_{1}}{dt}}=-BN_{1}I(\nu )}
- {\displaystyle {\frac {dN_{2}}{dt}}=-AN_{2}}
- {\displaystyle {\frac {dN_{2}}{dt}}=-B'N_{2}I(\nu )}
- {\displaystyle {\frac {dN_{1}}{dt}}=-{\frac {dN_{2}}{dt}}}

dove {\displaystyle t}: tempo e {\displaystyle I(\nu )=\rho (\nu ){\frac {h\nu }{e^{\frac {h\nu }{k_{b}T}}-1}}{\frac {c}{4\pi }}}. :  radianza spettrale, {\displaystyle h} la costante di Planck e  {\displaystyle k_{b}} la costante di Boltzmann. 
In condizioni di equilibrio termico la variazione complessiva di popolazione di ciascuno stato è nulla, inoltre considerando B=B' si ha:
{\displaystyle {\frac {dN_{1}}{dt}}=-{\frac {dN_{2}}{dt}}=AN_{2}+(N_{2}-N_{1})BI(\nu )=0}